# Le Loup-garou des marécages
 (avril 2025).
Motif : ou sont les références secondaires centrées qui démontrent l'admissibilité ?
- Archive Wikiwix
- Bing
- Cairn
- DuckDuckGo
- E. Universalis
- Gallica
- Google
- G. Books
- G. News
- G. Scholar
- Persée
- Qwant
- (zh) Baidu
- (ru) Yandex
- (wd) trouver des œuvres sur Wikidata

| 1. | Préciser le motif de la pose du bandeau. | Précisez le motif de la pose du bandeau en utilisant la syntaxe suivante : {{admissibilité à vérifier\|date=mai 2025\|motif=remplacez ce texte par le motif}}                                    |
| 2. | Informer les utilisateurs concernés.     | Pensez à avertir le créateur de l'article, par exemple, en insérant le code ci-dessous sur sa page de discussion : {{subst:avertissement admissibilité à vérifier\|Le Loup-garou des marécages}} |

Le Loup-garou des marécages (en anglais The Werewolf of Fever Swamp) est un roman fantastique et horrifique américain pour la jeunesse de la collection de livres Chair de poule écrite par R. L. Stine.
Dans la collection française éditée par Bayard Poche, ce livre est le treizième de la collection. Il contient 29 chapitres et est paru le 23 janvier 1996. En revanche, dans la collection américaine originale, il est le quatorzième de la série, édité en décembre 1993.
Ce roman a, par la suite, été adapté en épisode pour la série télévisée éponyme Chair de poule.

## Résumé
Les parents de Gary Tucker (Grady Tucker dans le texte original) sont des scientifiques et emménagent dans les marais de Floride afin d’y étudier l’adaptation des cerfs dans ce milieu. Gary et sa grande sœur Emily s’ennuient dans les marécages de la Fièvre. Cependant, Gary fait bientôt la connaissance de deux rares jeunes du coin : Bill Stark (Will Blake, à nouveau dans le texte original) et Cassie O’Rourke, et adopte un chien abandonné en apparence, qu’il nomme Wolf.
Mais très vite, Gary entend des hurlements à la pleine lune et retrouve des animaux éventrés le matin. Les parents de Gary et sa sœur soupçonnent Wolf d'en être à l’origine et Gary tente de protéger son nouveau chien de ces accusations. Mais pour Cassie, il ne s’agit pas de l’œuvre d’un chien, mais de celle d’un loup-garou. Elle soupçonne l’étrange ermite qui vit dans les marécages d’en être un. Bill prétend que Cassie est folle, mais Gary apprendra par lui-même que Bill est cette bête car il l'avait vu se métamorphoser. Après que Gary ait raconté à ses parents tout ce qui s'était passé la nuit précédente, la famille sait enfin que Wolf n'y était pour rien.

## L'illustration française
L'illustration de la couverture par Henri Galeron représente Gary qu'on voit de dos effrayé par un animal de type canidés, chien ou loup géant a la fourrure noire et aux yeux rouges, très agressif, la gueule ouverte, qui laisse voir ses longs crocs blancs, dans les marécages et à la pleine lune. Il se peut que l'illustration représente la fin du chapitre 11 du livre où Gary croit l'espace d'un instant qu'un énorme monstre noir lui saute dessus, alors que ce n'est en fait que sa première rencontre avec Wolf... Il se peut également que l'animal qui saute sur Gary représente Bill méconnaissable sous une forme de loup-garou noire aux yeux rouges.

## Sous-titres
Le sous-titre français du livre est: Nuits d'angoisse.
Le sous-titre original en anglais est Who's Afraid of the Big Bad Wolf ?, ce qui signifie littéralement: Qui a peur du Grand Méchant Loup ?.

## Adaptation télévisée
Ce livre a bénéficié d'une adaptation télévisée en deux parties dans la série télévisée Chair de poule.

### Numérotation et titre
Les épisodes sont les 18e et 19e de la série, et les deux derniers de la première saison. Ils ont été diffusés pour la première fois aux États-Unis le 17 mars 1996.
Les titres originaux de l'épisode sont exactement le même que celui du livre, tout comme les titres français.

### Différences roman / épisodes
L'épisode comporte quelques différences par rapport au livre au niveau des personnages : Cassie O'Rourke est absente de l'adaptation télévisée, cependant, Will/Bill reprend le rôle du croyant qu'elle joue dans la version papier et c'est donc lui qui soupçonne l'ermite des marécages d'être un loup-garou. Ensuite, dans la première partie, l'ermite kidnappe Grady/Gary et le ramène a sa cabane, croyant que Grady/Gary est le loup-garou. Encore ensuite, l'épisode révèle que Will/Bill a tué la femme et les enfants de l'ermite. Cette révélation est absente du livre et est incohérente avec le mode de vie de l'ermite. Quant au chien, il est complètement différent dans la production télévisée. Dans le livre, il se nomme Wolf (littéralement: « Loup »). Grady/Gary lui a donné ce nom parce que c'est un mélange de berger avec l'apparence d'un loup: fourrure grise, yeux bleu ciel, truffe noire et des poils longs. Dans l'adaptation télévisée, il se nomme Vandale et son apparence diffère de celle décrite dans le livre. Ainsi, il a une fourrure brune et noire avec des yeux bruns rougeâtres et ressemble même plus à un chien qu'à un loup.

## Note
Ce livre est, selon les lecteurs, l'un des dix plus effrayants de la série.

## Voire aussi